# Amphictene moorei
Amphictene moorei är en ringmaskart som först beskrevs av Annenkova 1929.  Amphictene moorei ingår i släktet Amphictene och familjen Pectinariidae. Inga underarter finns listade i Catalogue of Life.